# Tuffi ai campionati mondiali di nuoto 2022 - Piattaforma 10 metri femminile
La gara dei tuffi dalla piattaforma 10 metri femminile dei campionati mondiali di nuoto 2022 è stata disputata il 26 e 27 giugno 2022 presso la Duna Aréna di Budapest. La gara, a cui hanno preso parte 33 atlete provenienti da 23 nazioni, si è svolta in tre turni, in ognuno dei quali l'atleta ha eseguito una serie di cinque tuffi.
La competizione è stata vinta dalla tuffatrice cinese Chen Yuxi, mentre l'argento e il bronzo sono andati rispettivamente all'altra cinese Quan Hongchan e alla malesiana Pandelela Rinong.

## Programma
| Data           | Ora (UTC+2) | Turno       |
| -------------- | ----------- | ----------- |
| 26 giugno 2022 | 12:00       | Preliminari |
| 26 giugno 2022 | 19:00       | Semifinale  |
| 27 giugno 2022 | 19:00       | Finale      |

## Risultati
| Pos.    | Atleta                    | Nazionalità   | Preliminari | Preliminari | Semifinale      | Semifinale      | Finale          | Finale          |
| Pos.    | Atleta                    | Nazionalità   | Punti       | Pos.        | Punti           | Pos.            | Punti           | Pos.            |
| ------- | ------------------------- | ------------- | ----------- | ----------- | --------------- | --------------- | --------------- | --------------- |
| Oro     | Chen Yuxi                 | Cina          | 413,95      | 1           | 427,00          | 1               | 417,25          | 1               |
| Argento | Quan Hongchan             | Cina          | 410,85      | 2           | 413,70          | 2               | 416,95          | 2               |
| Bronzo  | Pandelela Rinong          | Malaysia      | 332,10      | 4           | 313,15          | 7               | 338,85          | 3               |
| 4       | Ingrid de Oliveira        | Brasile       | 340,70      | 3           | 334,30          | 4               | 327,10          | 4               |
| 5       | Caeli McKay               | Canada        | 320,35      | 6           | 336,30          | 3               | 318,45          | 5               |
| 6       | Matsuri Arai              | Giappone      | 270,60      | 17          | 316,70          | 5               | 307,00          | 6               |
| 7       | Sarah Jodoin Di Maria     | Italia        | 275,25      | 15          | 302,05          | 9               | 295,65          | 7               |
| 8       | Emily Boyd                | Australia     | 280,60      | 14          | 284,70          | 12              | 294,10          | 8               |
| 9       | Daryn Wright              | Stati Uniti   | 303,45      | 7           | 302,00          | 10              | 277,10          | 9               |
| 10      | Nikita Hains              | Australia     | 270,40      | 18          | 314,80          | 6               | 270,60          | 10              |
| 11      | Guurtje Praasterink       | Paesi Bassi   | 287,80      | 11          | 289,80          | 11              | 268,55          | 11              |
| 12      | Christina Wassen          | Germania      | 272,05      | 16          | 303,55          | 8               | 253,80          | 12              |
| 13      | Maycey Vieta              | Porto Rico    | 288,10      | 10          | 280,90          | 13              | Non qualificate | Non qualificate |
| 14      | Sofija Lyskun             | Ucraina       | 323,65      | 5           | 279,40          | 14              | Non qualificate | Non qualificate |
| 15      | Maggie Merriman           | Stati Uniti   | 291,90      | 9           | 269,30          | 15              | Non qualificate | Non qualificate |
| 16      | Pauline Pfeif             | Germania      | 282,00      | 12          | 260,10          | 16              | Non qualificate | Non qualificate |
| 17      | Viviana Del Ángel         | Messico       | 295,15      | 8           | 227,25          | 17              | Non qualificate | Non qualificate |
| 18      | Anisley García            | Cuba          | 281,10      | 13          | 225,90          | 18              | Non qualificate | Non qualificate |
| 19      | Andrea Spendolini-Sirieix | Gran Bretagna | 268,20      | 19          | Non qualificate | Non qualificate | Non qualificate | Non qualificate |
| 20      | Viviana Uribe             | Colombia      | 259,15      | 20          | Non qualificate | Non qualificate | Non qualificate | Non qualificate |
| 21      | Minami Itahashi           | Giappone      | 239,75      | 21          | Non qualificate | Non qualificate | Non qualificate | Non qualificate |
| 22      | Nicoleta-Angelica Muscalu | Romania       | 236,15      | 22          | Non qualificate | Non qualificate | Non qualificate | Non qualificate |
| 23      | Maia Biginelli            | Italia        | 235,90      | 23          | Non qualificate | Non qualificate | Non qualificate | Non qualificate |
| 24      | Cho Eun-bi                | Corea del Sud | 232,80      | 24          | Non qualificate | Non qualificate | Non qualificate | Non qualificate |
| 25      | Jade Gillet               | Francia       | 231,15      | 25          | Non qualificate | Non qualificate | Non qualificate | Non qualificate |
| 26      | Eden Cheng                | Gran Bretagna | 231,00      | 26          | Non qualificate | Non qualificate | Non qualificate | Non qualificate |
| 27      | Ciara McGing              | Irlanda       | 230,60      | 27          | Non qualificate | Non qualificate | Non qualificate | Non qualificate |
| 28      | Maha Gouda                | Egitto        | 228,15      | 28          | Non qualificate | Non qualificate | Non qualificate | Non qualificate |
| 29      | Helle Tuxen               | Norvegia      | 214,75      | 29          | Non qualificate | Non qualificate | Non qualificate | Non qualificate |
| 30      | Samantha Jiménez          | Messico       | 177,65      | 30          | Non qualificate | Non qualificate | Non qualificate | Non qualificate |
| 31      | Farida Moussa             | Egitto        | 174,70      | 31          | Non qualificate | Non qualificate | Non qualificate | Non qualificate |
| 32      | Mikali Dawson             | Nuova Zelanda | 174,25      | 32          | Non qualificate | Non qualificate | Non qualificate | Non qualificate |
| 33      | Mariana Osorio            | Colombia      | 158,05      | 33          | Non qualificate | Non qualificate | Non qualificate | Non qualificate |